# James Kottak
James Kottak (Louisville, 26 dicembre 1962 – Louisville, 9 gennaio 2024) è stato un batterista statunitense.

## Biografia
Prima di diventare membro degli Scorpions, Kottak fu batterista dei Montrose, dei Kingdom Come, dei Warrant, dei Wild Horses, dei McAuley Schenker Group e dei Buster Brown. Dal 1996 al 2016 fu membro degli Scorpions, venendo poi sostituito da Mikkey Dee. Suonò anche per Michael Lee Firkins. Inoltre portò avanti il suo progetto solista, i Kottak (in origine KrunK), di cui fu fondatore, con due album all'attivo.
Morì a Louisville il 9 gennaio 2024 all'età di 61 anni.

## Controversie
- Il 3 aprile 2014, mentre raggiungeva gli Scorpions per la loro esibizione al Gran Premio del Bahrein, Kottak (in stato di ubriachezza) venne arrestato all'aeroporto di Dubai per aver tenuto un comportamento molesto nei confronti di numerosi passeggeri in transito nell'area aeroportuale.[3] Il batterista fu condannato a un mese di carcere per aver rivolto insulti all'Islam.[4] Dopo aver seguito un programma di disintossicazione, Kottak fece il suo ritorno con gli Scorpions a Rotterdam il 27 novembre 2014.[5]

## Vita privata
Fu sposato con Athena Kottak, sorella del rocker Tommy Lee, batterista dei Mötley Crüe: la coppia ebbe tre figli, Tobi, Miles e Matthew.

## Discografia

### Con i Buster Brown
- 1984 - Lound and Clear
- 1985 - Sign of Victory

### Con i Montrose
- 1987 - Mean
- 2000 - The Very Best of Montrose

### Con i Kingdom Come
- 1988 - Kingdom Come
- 1989 - In Your Face

### Con i Wild Horses
- 1991 - Bareback
- 2003 - Dead Ahead

### Con i Warrant
- 1999 - Ultraphobic
- 2004 - Cherry Pie (All the Hitz 'N' More)
- 2004 - Then and Now

### Con gli Scorpions
- 1999 - Eye II Eye
- 2000 - Moment of Glory
- 2001 - Acoustica
- 2004 - Unbreakable
- 2007 - Humanity - Hour 1
- 2010 - Sting in the Tail
- 2011 - Comeblack
- 2015 - Return to Forever

### Altri album
- 1990 - Michael Lee Firkins - Michael Lee Firkins
- 1991 - M.S.G. - M.S.G.
- 2001 - Sebastian Bach - Bach 2: Basics
- 2001 - War & Peace - Light at the End of the Tunnel

### Tribute album
- 1997 - Stairway to Heaven: A Tribute to Led Zeppelin
- 2001 - Livin' on a Prayer: A Tribute to Bon Jovi